# Werner Schulz

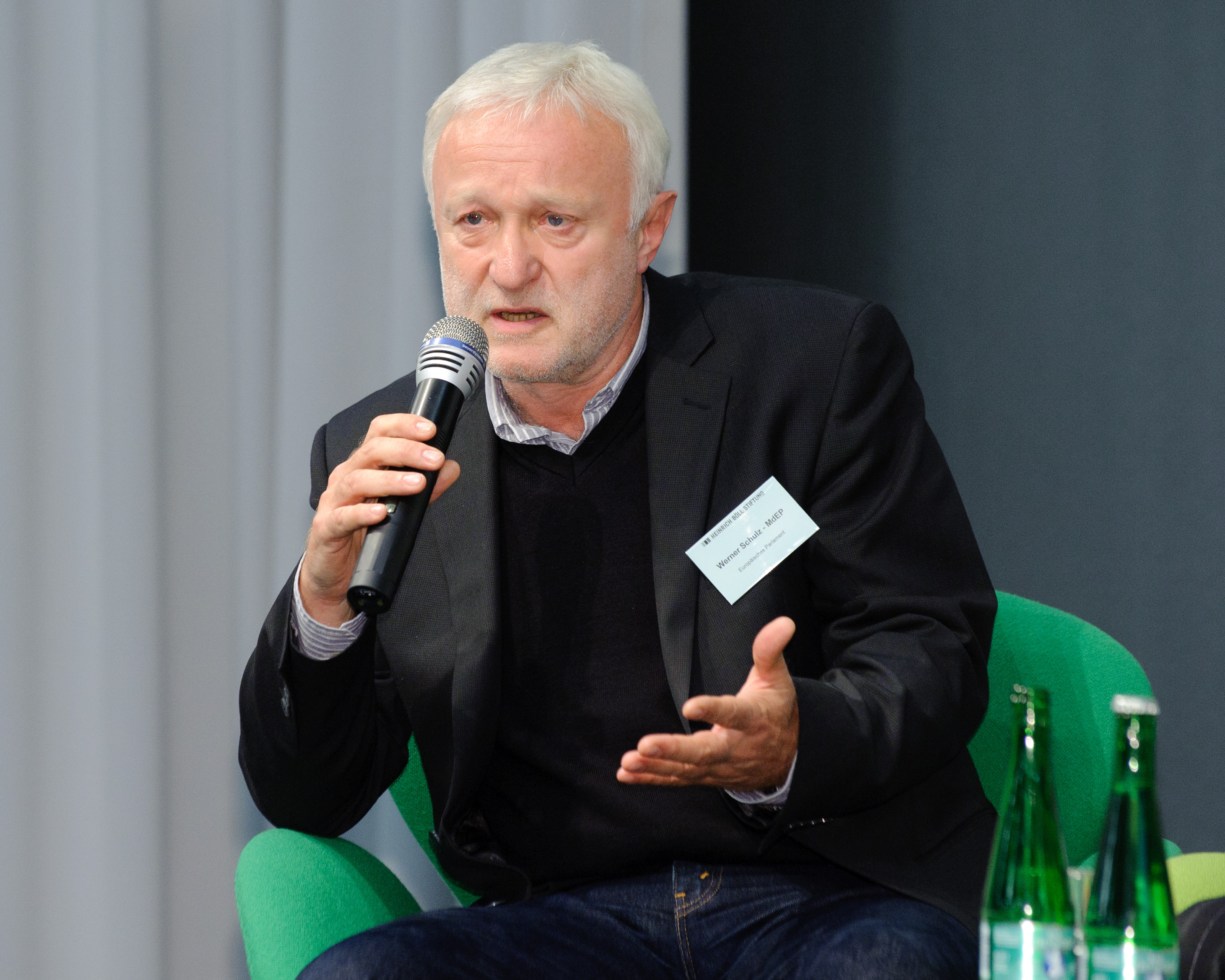
Werner Schulz (2010)

Werner Gustav Schulz (22 tháng 1 năm 1950 – 9 tháng 11 năm 2022) là một chính trị gia Đức thuộc (Liên minh 90/Đảng Xanh). Ông là đại biểu Quốc hội Liên bang Đức từ 1990 tới 2005 và từ 2009 tới 2014 đại biểu Nghị viện châu Âu. Schulz được cho là nhà hoạt động nhân quyền nổi tiếng từ Đông Đức (DDR) duy nhất, mà đã thành công lâu dài trong đảng Xanh.
Ông qua đời ngày 9 tháng 11 năm 2022 tại Berlin vì Nhồi máu cơ tim, hưởng thọ 72 tuổi.

## Nghề nghiệp và khoa học gia
Werner Schulz lớn lên ở Zwickau là con của một chủ hãng chuyên chở độc lập từ một gia đình Dân chủ Xã hội. Hồi nhỏ ông không được cha cho phép tham dự Đoàn thiếu niên Đảng (Junge Pioniere). Sau khi lấy bằng tú tài cùng với bằng thợ máy đầu xe lửa, 1968 ông theo học ngành Kỹ thuật thực phẩm tại Humboldt-Universität zu Berlin, kết thúc 1972 với bằng kỹ sư. Từ 1974 ông làm việc cho Humboldt-Universität.